# Onthophagus haroldi
Onthophagus haroldi là một loài bọ cánh cứng trong họ Bọ hung (Scarabaeidae).